# Aeroportul Atka
Aeroportul Atka (IATA: AKB, ICAO: PAAK, FAA LID: AKA) este un aeroport din Atka Island⁠(d), Alaska, Statele Unite ale Americii ce deservește zona Atka⁠(d). Aeroportul a fost tranzitat în 2019 de 542 de pasageri. A fost numit după zona deservită.
Situat la o altitudine de 17 m, aeroportul dispune de 1 pistă. Este operat de Alaska Department of Transportation & Public Facilities⁠(d).

## Infrastructură

### Piste
Aeroportul dispune de o singură pistă. Pista 16/34 are suprafața de asfalt și dimensiunile 4.500 picioare × 100 picioare. 